# نيفيل ماسكيلين
نيفيل ماسكيلين (بالإنجليزية: Nevil Maskelyne)‏ ـ (6 أكتوبر 1732 ـ 9 فبراير 1811) هو خامس من شغلوا منصب الفلكي الملكي في بريطانيا، وكان ذلك من سنة 1765 إلى وفاته سنة 1811. صار زميلًا لكلية الثالوث في كامبريدج سنة 1756، وزميلًا للجمعية الملكية سنة 1758، وفي 26 فبراير 1765 عُين فلكيًا ملكيًا في أعقاب الوفاة المفاجئة لناثانيل بليس، وحصل في سنة 1775 على وسام كوبلي من الجمعية الملكية، وانتُخب في سنة 1776 عضوًا بأكاديمية سانت بطرسبرغ للعلوم.

## روابط خارجية
- نيفيل ماسكيلين على موقع الموسوعة البريطانية (الإنجليزية)